# Markus Oestreich
Markus Oestreich (* 3. Juli 1963 in Fulda) ist ein deutscher Automobilrennfahrer. 2004 gewann er den FIA European Cup in der Kategorie Super-Race-Trucks.

## Karriere

### Kart und Formelsport
Markus Oestreich begann seine Karriere 1969 im Kartsport. Hier wurde er zwischen 1975 und 1980 insgesamt fünfmal Hessischer Meister und gewann 1982 und 1983 die deutsche Meisterschaft im Pop-Kart.
1984 wechselte er in die Formel Ford 1600, wo er den vierten Platz in der Deutschen Meisterschaft und den sechsten Platz in der Europameisterschaft belegte. Im folgenden Jahr startete er in der Deutschen Formel Ford 2000 und beendete die Saison mit dem siebten Rang. 1986 wechselte er in die Deutsche Formel-3-Meisterschaft und erreichte mit einem Martini-Rennwagen einen achten Rang in der Gesamtwertung. In der Saison 1987 startete er nochmals in vier Rennen der deutschen Formel 3 und auch in zwei Läufen des Europäischen Formel-3-Cups. Danach konzentrierte er sich vollständig auf den Tourenwagensport.

### Tourenwagen
Von 1985 bis 1988 startete Oestreich für die BMW-Teams Linder Rennsport und Schnitzer Motorsport in der Tourenwagen-Europameisterschaft (ETCC). Seine beste Saisonplatzierung erreichte er 1986 in einem BMW 325i mit dem fünften Platz. 1987 ging er parallel mit einem BMW M3 in der Tourenwagen-Weltmeisterschaft an den Start und beendete diese mit dem 13. Rang.
1988 trat er für Zakspeed-BMW-Werksfahrer mit einem BMW M3 und BMW M3 Evo in der Deutschen Tourenwagen-Meisterschaft (DTM) an und konnte hier als Meisterschafts-Vierter bester BMW-Pilot werden. 1989 wechselte er als Werksfahrer zu Opel und konnte mit dem unterlegenen Kadett GSi 16V des Irmscher-Teams nur den 19. Platz in der Gesamtwertung erreichen. 1990 bestritt er fünf Rennwochenenden der DTM auf einem Opel Omega 3000 24V. Mit nur einem Meisterschaftspunkt aus dem Rennen in Diepholz beendete er die Saison auf Platz 31. Im folgenden Jahr startete er nur beim Rennen auf dem Norisring für das Team Isert. Sein letztes Rennen in der DTM fuhr er 1993. Beim Rennen auf dem Alemannenring ging er als Gaststarter für das Team Persson Motorsport mit einem Mercedes 190E 2.5-16 Evo II an den Start und belegte in den beiden Läufen die Plätze acht und zehn.
Zwischenzeitlich startete Oestreich in seiner Motorsportkarriere bei einigen Markenpokalen. So fuhr er 1990 als Gaststarter im Porsche Carrera Cup Deutschland. 2000 ging er bei der Renault Clio V6 Trophy abermals bei einem Markenpokal an den Start und beendete die Saison mit dem 20. Platz.
1994 wechselte er zum Team Wolf Racing und fuhr mit einem Ford Mondeo eine Saison in der Super Tourenwagen Cup (STW), die er mit dem fünften Rang abschloss. Eine komplette Rennsaison fuhr er nochmals 2002 in der V8-Star mit einem Lexus GS für das Team Grohs Motorsport und wurde 14. in der Gesamtwertung.
Sein erstes Langstreckenrennen bestritt Markus Oestreich zusammen mit Winni Vogt und Christian Danner 1986 auf einem BMW 325i beim 24-Stunden-Rennen von Spa-Francorchamps. Das zur ETCC zählende Rennen beendeten die Fahrer mit dem fünften Rang und dem Klassensieg in der Division 2. 1988 und 1990 ging er nochmals in Spa-Francorchamps an den Start. Beim 24-Stunden-Rennen 1990 erreichte er mit dem Gesamtsieg zusammen mit Johnny Cecotto und Fabien Giroix auf einem BMW M3 Sport Evo sein bestes Ergebnis in diesem Langstreckenrennen.

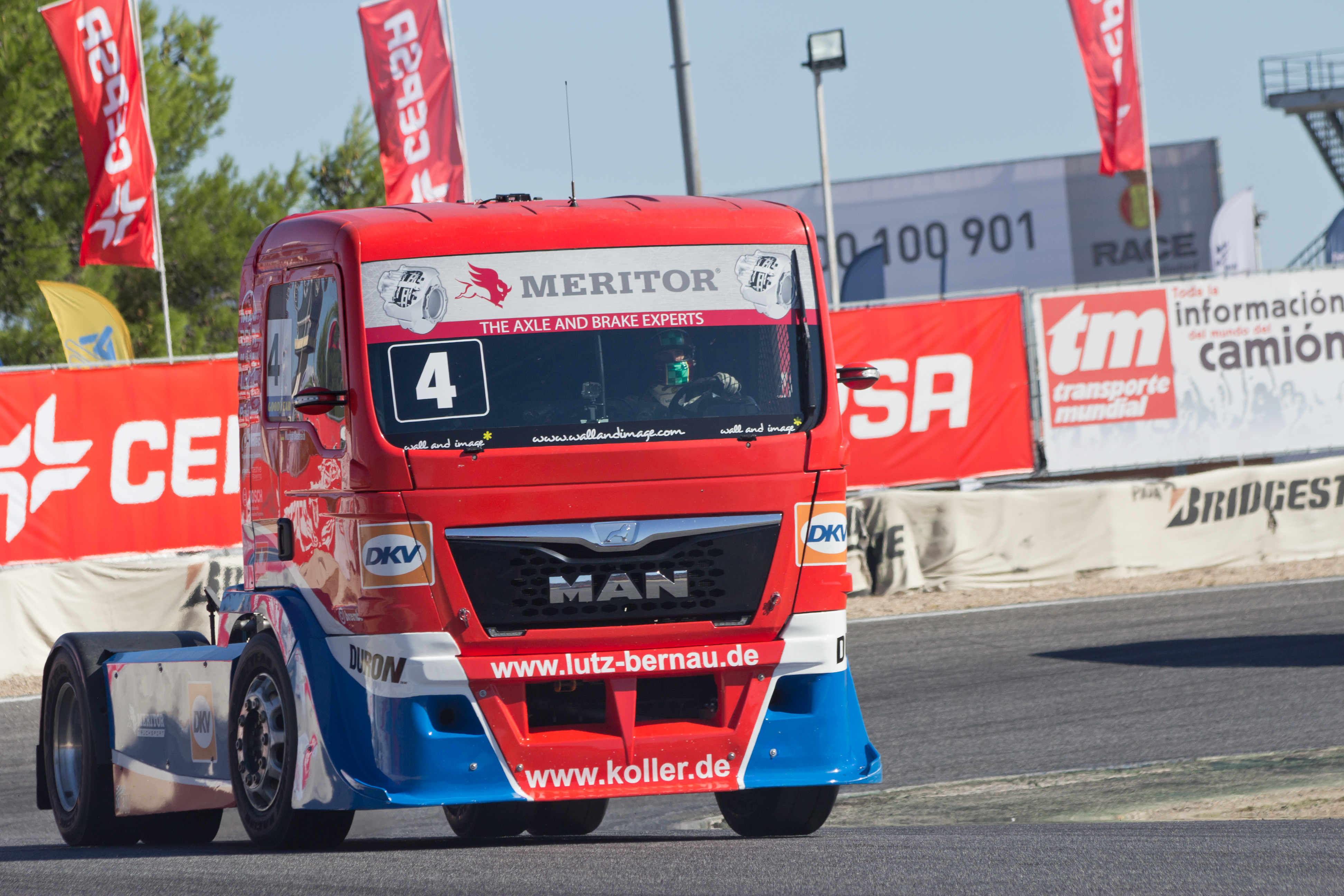
Markus Oestreich in der Truck-EM 2013

In den Jahren 1996 und 1997 trat er bei den 24-Stunden-Rennen von Daytona an, die er jedoch nicht beenden konnte. Beim 24-Stunden-Rennen auf dem Nürburgring ging er in dem Zeitraum von 1986 bis 2021 in unregelmäßigen Zeitabständen an den Start. Bereits in seinem ersten Jahr 1986 erreichte er dort zusammen mit Otto Rensing und Winni Vogt auf einem BMW 325i mit einem Gesamtsieg seinen größten Erfolg in dieser Rennveranstaltung. 2002 konnte er zusammen mit Uwe Alzen, Timo Bernhard und Arno Klasen auf einem Porsche 996 GT3 den Sieg in der Klasse A7 feiern. 2015 konnte er diesen Erfolg mit Robin und Volker Strycek sowie seinem Sohn Moritz Oestreich auf einem Opel Astra OPC Cup in der Cup1-Wertung wiederholen.
2019 und 2020 errang Oestreich in einem Honda Civic Type R TCR mit seinen Fahrerkollegen für das Honda-Werksteam den TCR-Klassensieg.

### Truck-Racing
Ab 1992 konzentrierte sich Oestreich auf den Truck-Rennsport. 1992, 1993, von 1995 bis 2007 und wieder von 2010 bis 2013 ging er in der Truck-Racing-Europameisterschaft an den Start. In den ersten Jahren pilotierte er Mercedes-Benz-Trucks und gewann damit 1992 und 2000 den Vizemeistertitel. 2003 wurde er mit einem PAM 03 Zweiter in der Super-Race-Trucks-Wertung. Seinen größten Erfolg in der Meisterschaft feierte er 2004 mit dem der Super-Race-Trucks-Titelgewinn auf einem VW Titan. Im Folgejahr wurde mit dem VW-Renn-Truck nochmals Zweiter in der Gesamtwertung. In seinem letzten Jahr 2013 in dieser Rennserie erreichte er mit einem MAN-Truck den dritten Platz.